# Le avventure erotiche di Casanova
Le avventure erotiche di Casanova (The New Erotic Adventures of Casanova) è un film pornografico statunitense del 1977, che vede l'esordio alla regia di John Holmes.
Fu proiettato nei cinema italiani in versione censurata. 

## Trama
Narra le vicende erotiche di Giacomo Casanova, in chiave parodistica.

## Curiosità
Il film inizia con una citazione del film Fate la rivoluzione senza di noi, in una scena dove compaiono Gene Wilder e Donald Sutherland.